# Zemědům

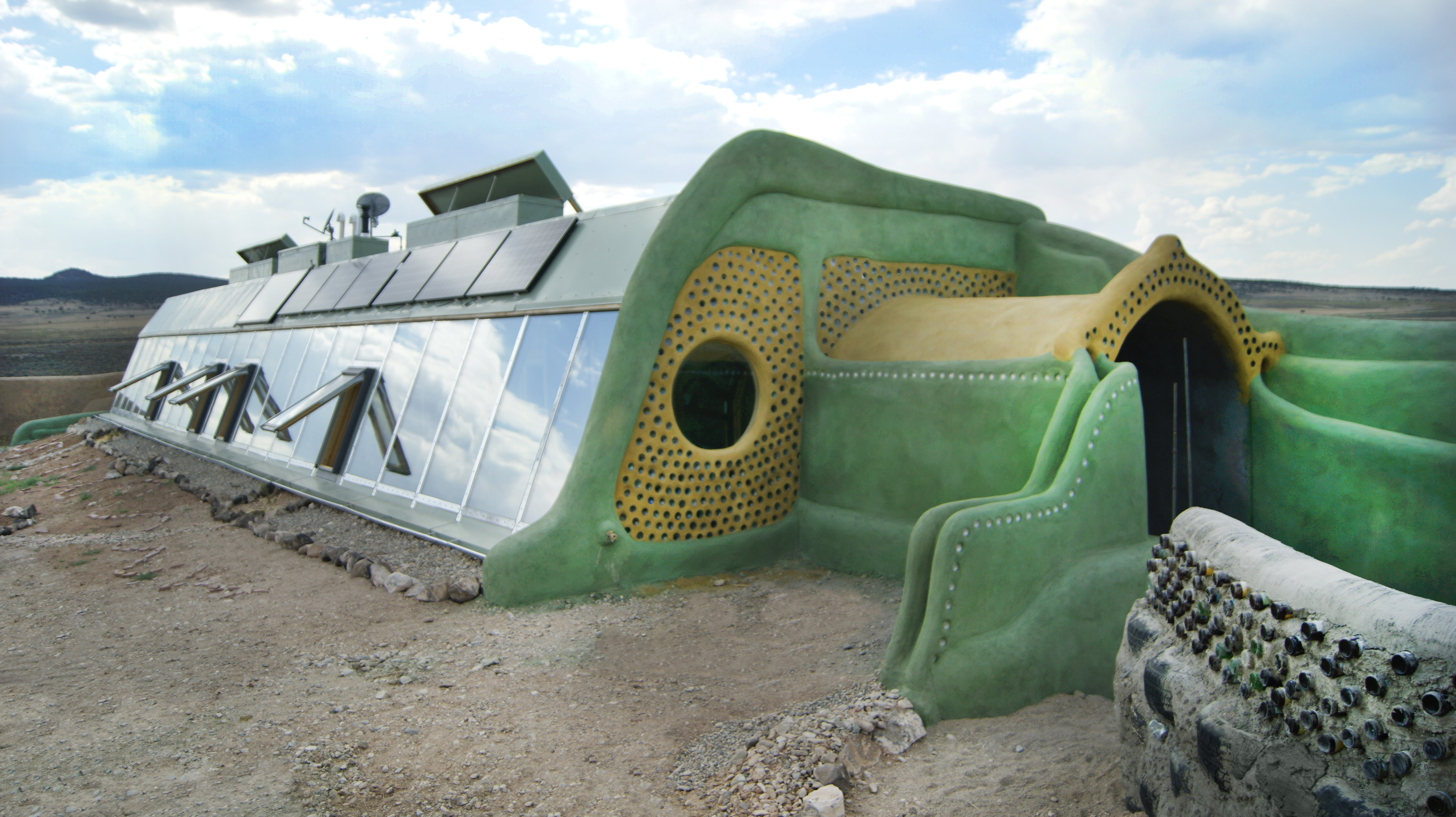
Pohled na zemědům typu Global (Celosvětový model). Foceno z jihovýchodního směru.

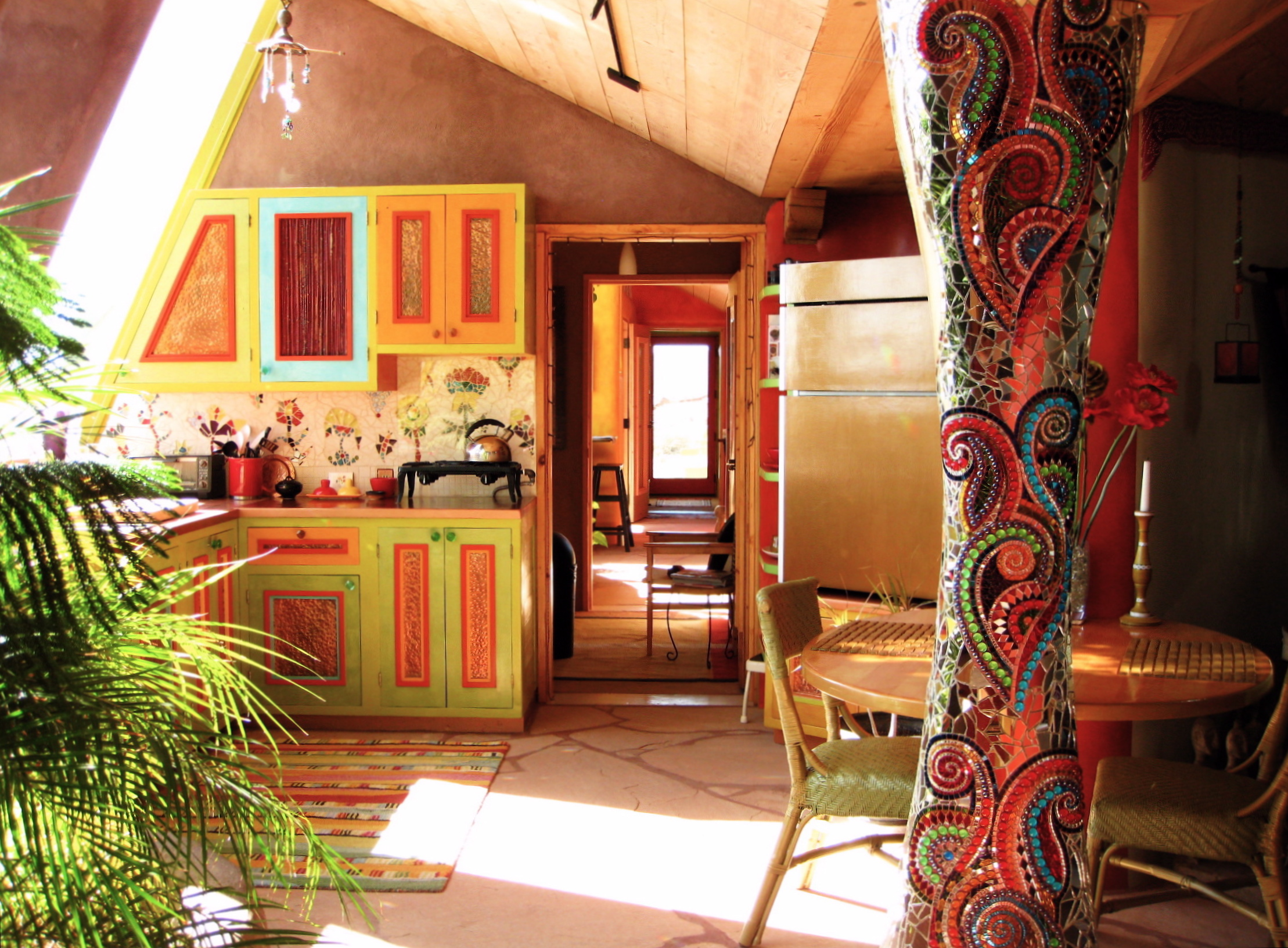
Uvnitř zemědomu Solaria, komunita Greater World, Taos, Nové Mexiko.

Zemědům neboli zeměloď (v angličtině Earthship) je architektonický styl, který na přelomu 20. a 21. století vyvinul architekt Michael Reynolds, majitel společnosti Earthship Biotecture v Taos v Novém Mexiku. Zemědomy jsou navrženy tak, aby se chovaly jako pasivní solární polozemnice. K jejich výrobě jsou využívány přírodní materiály i upcyklace, jako jsou například pneumatiky naplněné zeminou. Zemědomy mohou být vybaveny různými zařízeními a vypadat velmi rozmanitě. Navrženy jsou tak, aby odolávaly extrémním teplotám v poušti a dokázaly se udržet na teplotě blízké 21 °C (70 °F) bez ohledu na okolní počasí. Komunity zemědomů byly původně postaveny v poušti na severu Nového Mexika poblíž řeky Rio Grande. Tento styl stavění se rozšířil do malých komunit po celém světě, v některých případech navzdory právnímu odporu proti jejich výstavbě.

Typické rozložení místností

Reynolds vyvinul design Zemělodě poté, co se přestěhoval do Nového Mexika a dokončil studium architektury, se záměrem, aby se jednalo o domy " mimo síť", s minimální závislostí na inženýrských sítích a fosilních palivech. Jejich konstrukce tak umožňuje využívat dostupné přírodní zdroje, aby byla obyvatelům zajištěna tepelná pohoda, pitná voda, elektřina, jídlo a vypořádání s bio odpadem. Návrhy jsou záměrně nekomplikované a převážně jednopodlažní, aby je mohli postavit lidé s malými stavebními znalostmi. Lze je vnímat jako realizaci utopie autonomního bydlení a trvale udržitelného bydlení.
První takovýto dům v Česku postavilo občanské sdružení Zeměloď v roce 2012, a to nedaleko Prahy. Zeměloď je také ochrannou známkou tohoto spolku, který tedy jako jediný může tento název používat, u ostatních budov tohoto typu bývá využíváno slovo zemědům.

## Historie

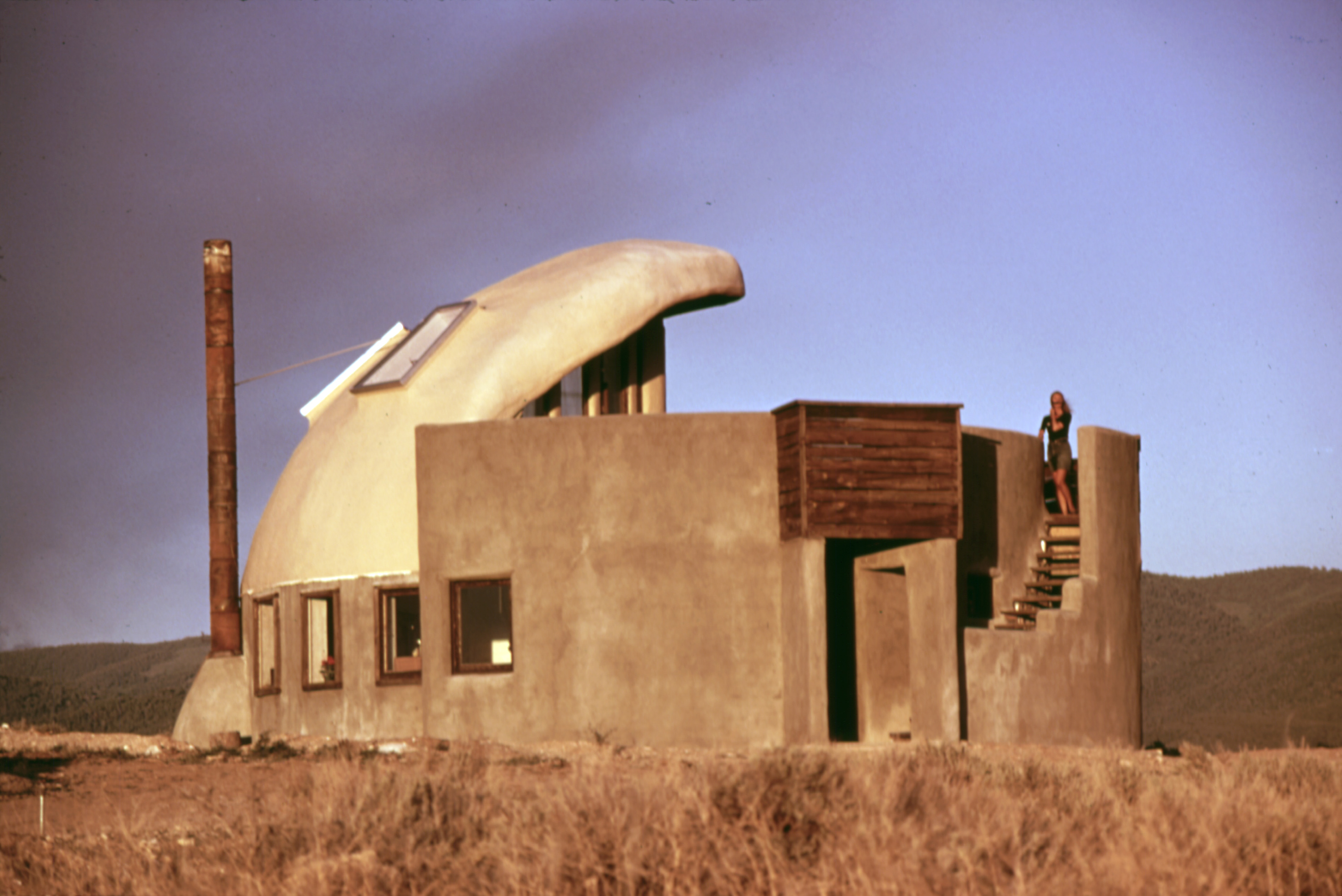
První budova Michaela Reynoldse, "Thumb House", byla postavena na počátku 70. let. Obsahovala prvky, které byly začleněny do pozdějších návrhů zemělodí.

Architektura zemědomů se začala rozvíjet v 70. letech 20. století, kdy se architekt Michael Reynolds rozhodl vytvořit dům, který by splňoval tři kritéria. Zaprvé by využíval udržitelnou architekturu a materiály pocházející z okolí nebo reusované předměty, kdekoliv by to bylo možné. Za druhé, měl se spoléhat na přírodní zdroje energie a být nezávislý na elektrické síti. Zatřetí, stavbu by zvládl člověk bez odborných stavebních vědomostí. Nakonec se Reynoldsova vize proměnila v běžné domy z pneumatik vyplněných zeminou ve tvaru písmene U.

## Konstrukce a design

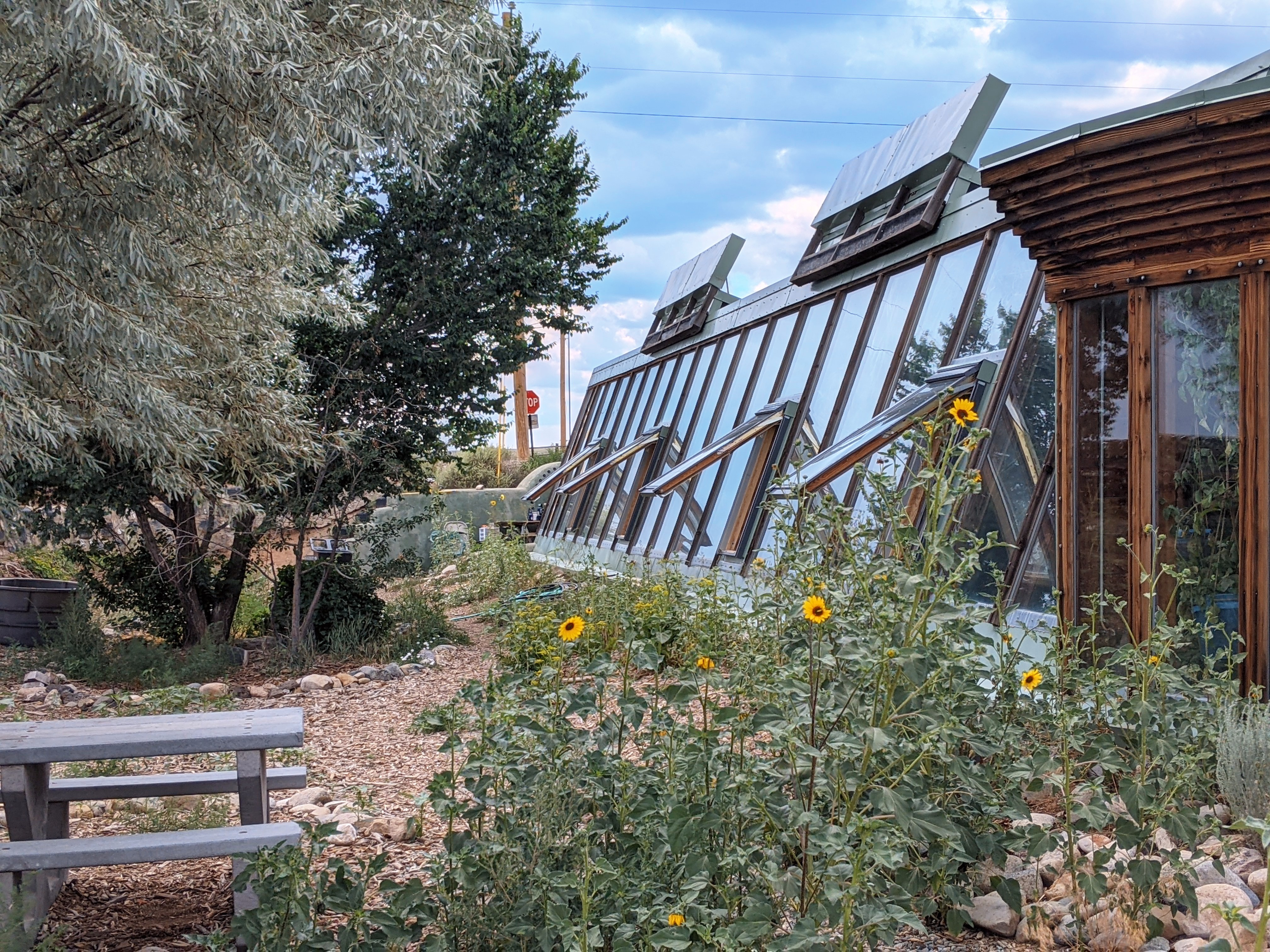
Zeměloď

Zemědomy jsou navrženy na základě šesti principů, které přispívají k dosažení cíle ekologicky udržitelného stavění:
1. Stavění z přírodních a znovu použitých materiálů: Zemní lodě využívají materiály, jako jsou použité pneumatiky, plechovky, lahve, dřevo a bláto.
2. Tepelné nebo solární vytápění a chlazení: Zemědomy se vytápějí a ochlazují pomocí "termomasy" a solárních zisků. K udržování teploty nepoužívají elektřinu ani nespalují palivo.

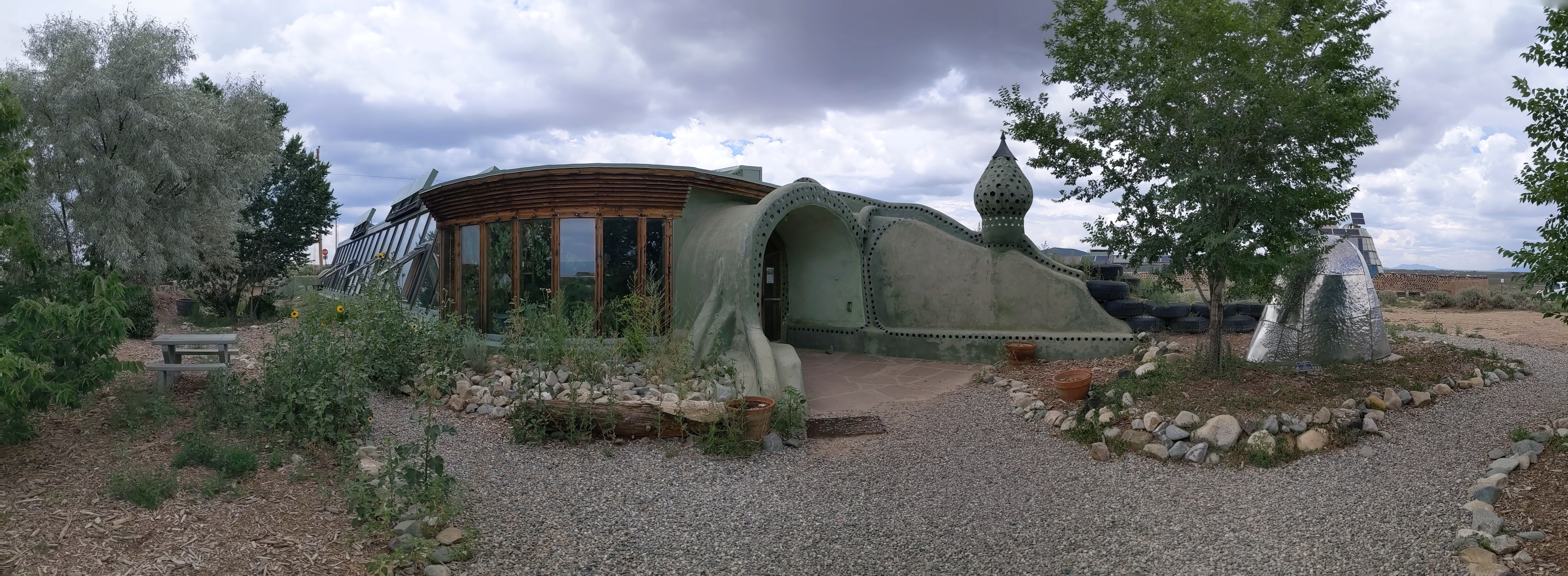
Vstup do zemělodě v Taosu

3. Vstup do zemělodě v TaosuElektřina ze sluneční a větrné energie: Elektřina se získává pomocí fotovoltaických panelů a příležitostně pomocí větrných mlýnů. Kromě toho jsou elektrické nároky budov minimalizovány používáním energeticky účinného osvětlení a spotřebičů.
4. Sběr vody: Na střeše se shromažďuje voda z deště a tajícího sněhu, která je následně uchovávána v cisterně pro budoucí použití.
5. Čištění odpadních vod: Vlastní čištění odpadních vod a recyklace vody.
6. Produkce potravin: Možnost domácí produkce ekologických potravin.[9]

Budovy mají často tvar podkovy, protože je obtížné vytvořit ostré úhly 90 stupňů pomocí pneumatik. V první knize z Reynoldsovy trilogie  je popsáno, jak najít nejlepší úhel v závislosti na zeměpisné poloze budovy. Silné a kompaktní stěny poskytují termomasu, která přirozeně reguluje teplotu v interiéru při nízkých i vysokých venkovních teplotách. Vnější stěny většiny zemědomů jsou vyrobeny ze zeminou zpevněných pneumatik. V zásadě lze ale použít jakýkoli hutný materiál s potenciálem akumulovat teplo – beton, pytle se zeminou, kámen. Stěny z pneumatik jsou stupňovitě uspořádány podobně jako tradiční cihly. Ve snaze co nejvíce omezit použití betonu se používají také "squishies" – pneumatiky naražené mezi těsný prostor, aby se vyrovnal průběh stěny nebo různé rozměry pneumatik.

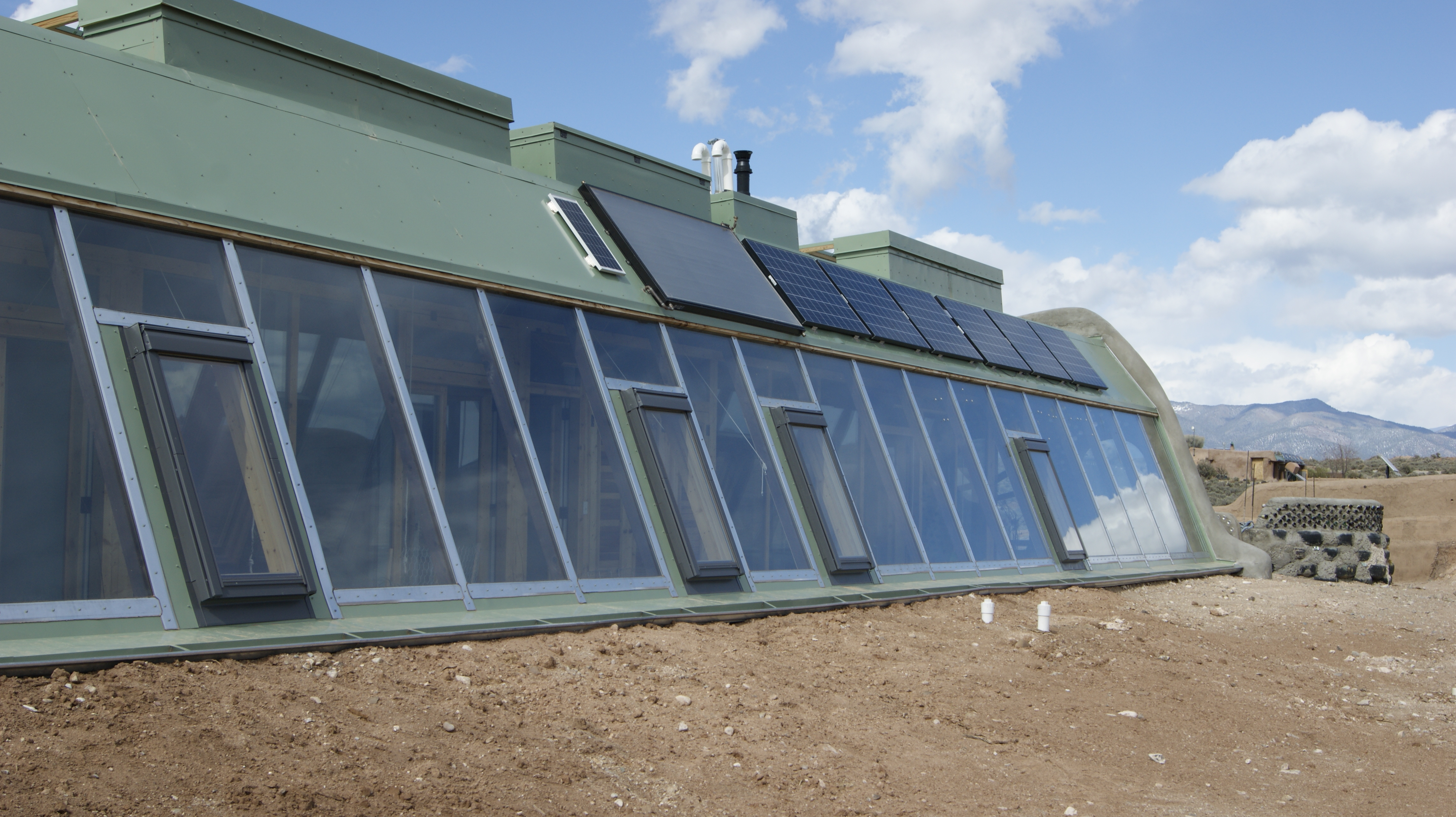
Zeměloď (Typ Global Model) v Taosu, Nové Mexiko

Pneumatiky napěchované hlínou skládají dvoučlenné týmy. Jeden člověk hází po lopatě hlínu do pneumatiky. Druhá osoba pěchuje rovnoměrně kladivem hlínu do pneumatiky, aby nedošlo k jejímu pokřivení. Pneumatiky naplněné hlínou mohou vážit až 140 kg (300 liber), takže se obvykle plní na místě. Protože je pneumatika plná zeminy, nehoří, když je vystavena ohni."
Na stěnách z pneumatik jsou buď nosníky ze dřeva nebo z recyklovaných plechovek spojených betonem. Ty jsou ke stěnám z pneumatik připevněny pomocí betonových kotev.
Vnitřní nenosné stěny jsou často tvořeny voštinou z reusovaných plechovek spojených betonem; přezdívá se jim plechové stěny. Tyto stěny jsou obvykle hustě omítnuty hlínou a po dokončení připomínají tradiční hliněné stěny.
Výsledná cena je velmi ovlivněna velikostí budovy, použitými materiály, zda stavíme svépomocí a dalšími proměnnými. Zeměloď Jeničák stála v roce 2020 zhruba 2,5 milionu Kč. Tato stavba je velká 100 m2, patří k ní i skleník a dvě betonové kopule.

### Stavění z přírodních a znovu použitých materiálů
Jedním z možných materiálu k využití při stavbě zemědomů jsou pneumatiky. Při stavbě je možné použít také plechovky, lahve, často se používá renovované dřevo a kov.

#### Pneumatiky

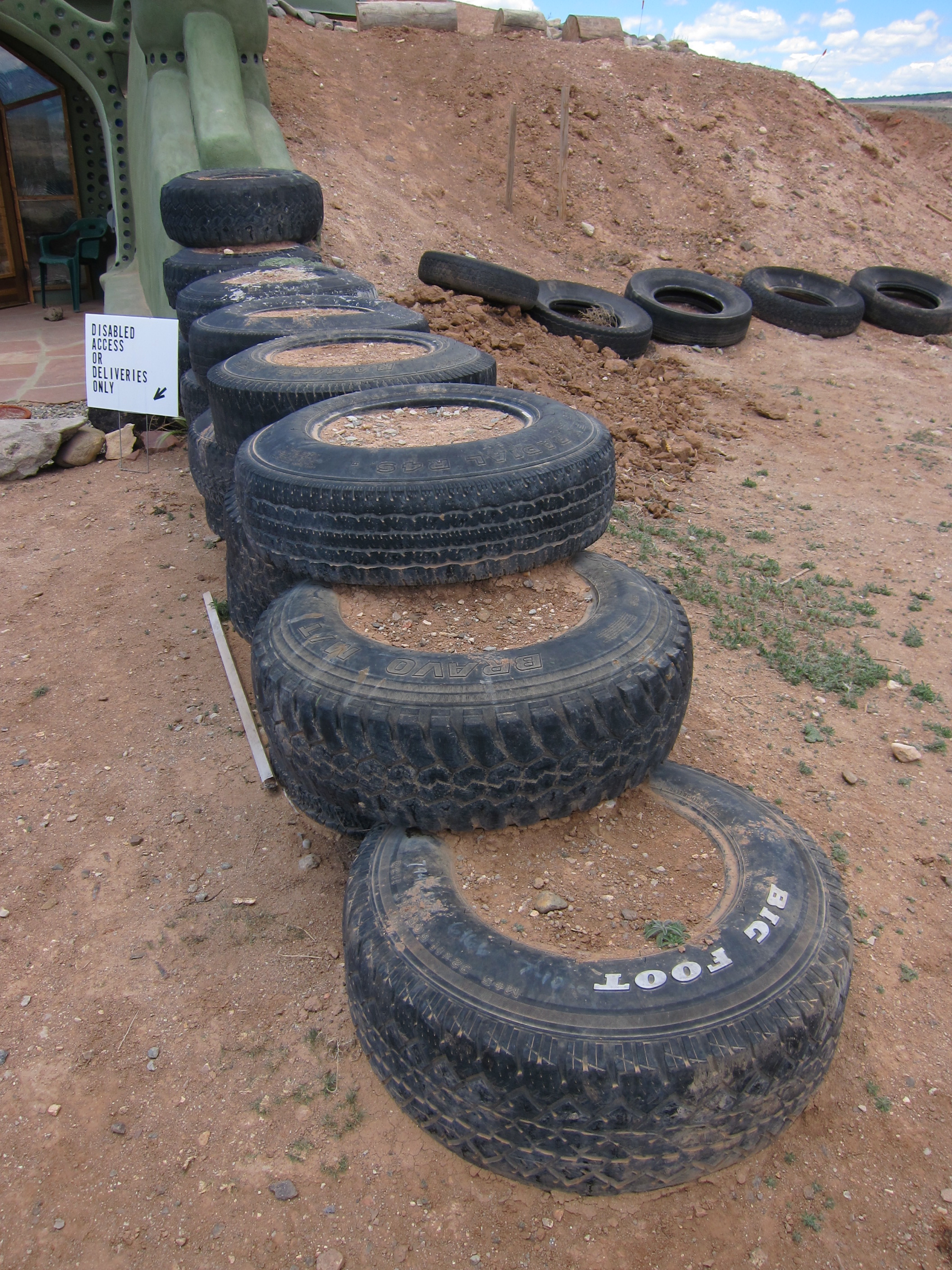
Cihly z pneumatik

Po celém světě je pneumatik takové množství, že jsou všude lokálně dostupné. K naplnění pneumatik můžeme použít jakoukoliv zeminu i přímo z pozemku. Plnit je mohou lidé místo posilování, takže není potřeba strojů. Zároveň se pneumatiky opotřebovávají pouze v důsledku působení slunečního záření nebo ohně. Protože jsou schované pod hlínou, kam na ně sluneční světlo nedopadá, jsou v důsledku nezničitelné. Kromě toho nejsou křehké, takže se při otřesech nezlomí. Díky velké tloušťce zdi také dojde k většímu rozložení síly, takže může odolat i zemětřesení. 

#### Plechovky a lahve

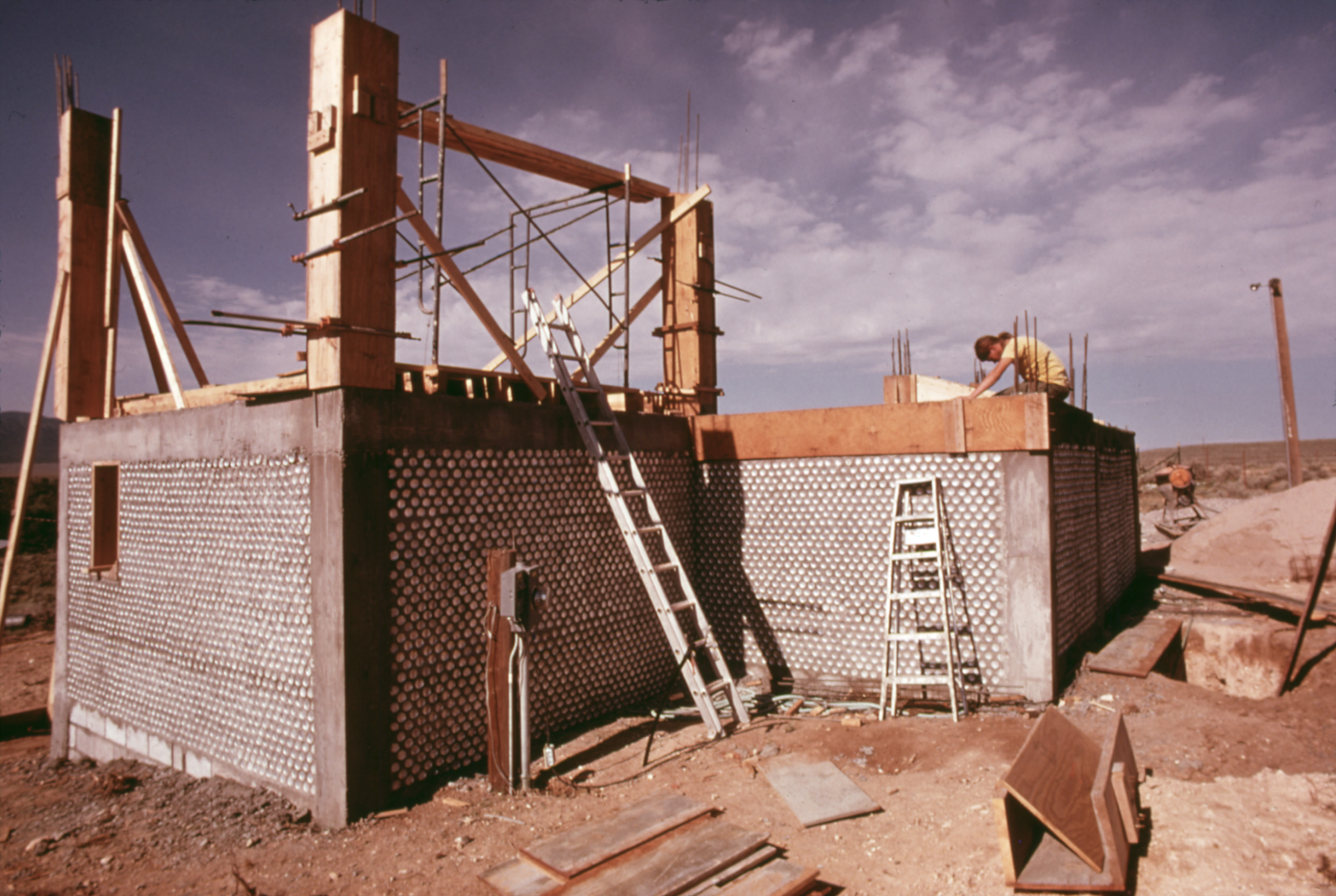
Stavění z plechovek v letech 1970

Plechovky či skleněné lahve (případně zavařovací sklenice, skleněné džbány a jiné skleněné nádoby) se většinou spojují pomocí hlíny, písku, cementu, omítky, pěny, malty nebo jiné spojovací hmoty. Z nich lze potom vytvořit pevné stěny a jiné příčky. Při použití skleněných nádob jsou výsledkem stěny podobná vitráži .

#### Izolace
Schopnost materiálu izolovat uvádí hodnota součinitele prostupu tepla. Ta ovšem nebere v úvahu dopad materiálu na životní prostředí. K izolaci zemědomu můžeme použít například sklolaminát, polystyren, minerální vlnu, případně izolaci z přírodních vláken – bavlnu, vlnu či slámu. 

### Vytápění a chlazení

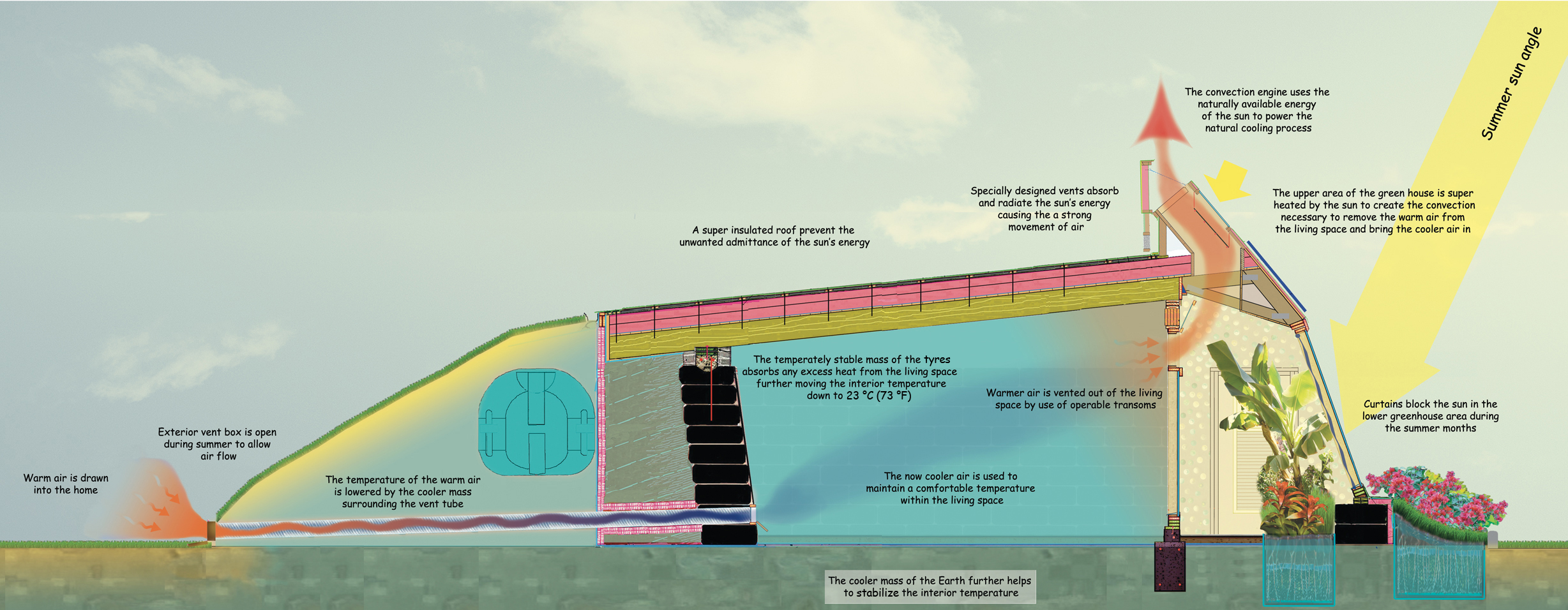
Chlazení zemělodě díky přirozenému proudění

Zemělodě využívají sluneční tepelné zisky a schopnost stěn z pneumatiky a podloží přenášet a akumulovat teplo. Jsou navrženy tak, aby stěny z pneumatik přes den pohlcovaly teplo a v noci teplo vyzařovaly. Tím se udržuje relativně příjemné klima v interiéru po celý den. Kromě vnějších stěn z pneumatik jsou některé zemělodě zapuštěny do země, aby se využilo zemní izolace ke snížení teplotních výkyvů .

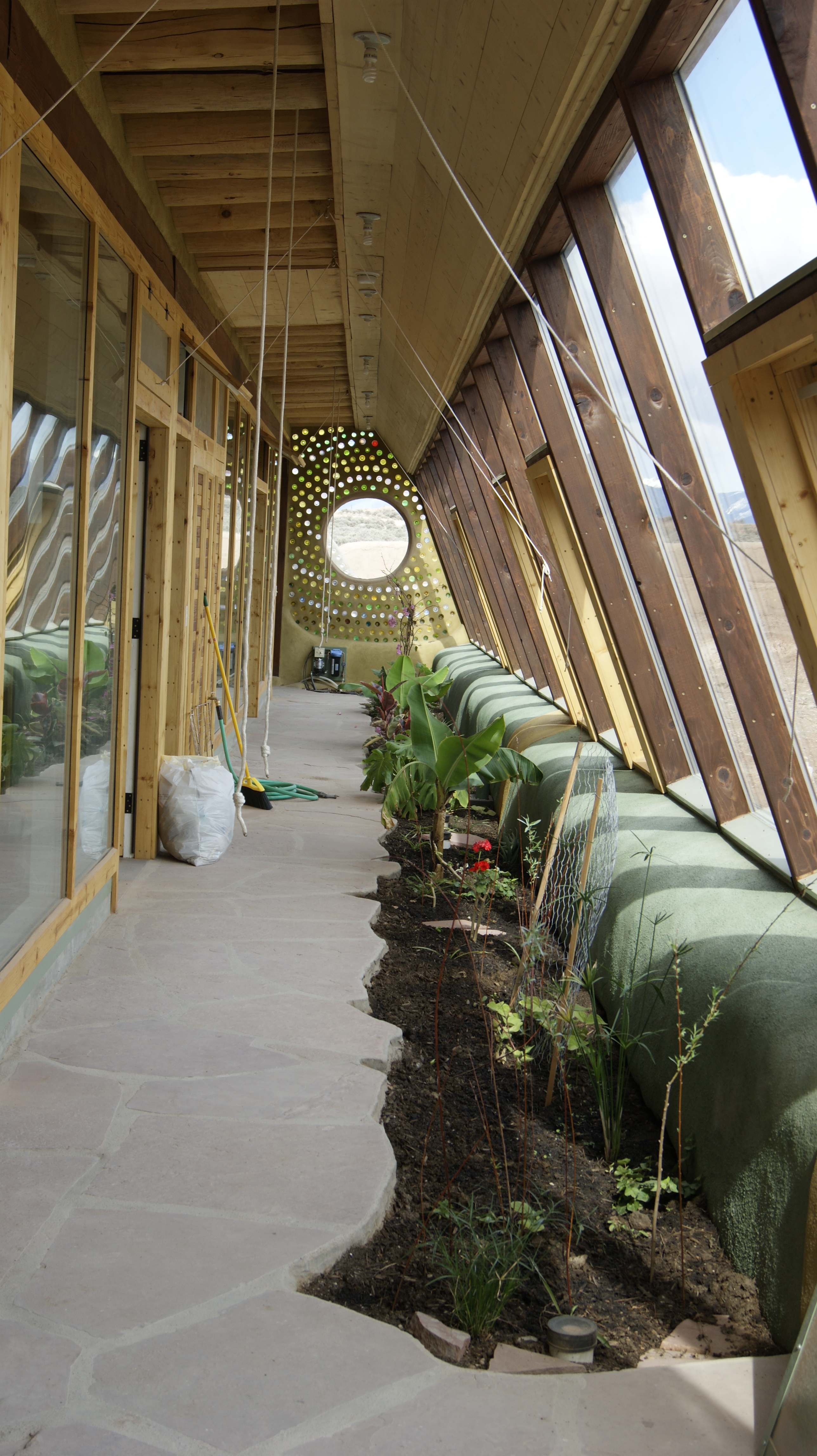
Uvnitř skleníku globálního typu zemělodě

K regulaci tepla se kromě stěn z pneumatik používají velká čelní okna s integrovanými stínicími prvky, trombe stěny a další technologie, jako jsou střešní okna nebo solární kolektory Steva Baera. Hlavní stěna, která je tvořena převážně skleněnými tabulemi, směřuje k jihu. což umožňuje optimální oslunění. Zároveň je tato stěna nakloněna tak, aby byla kolmá na světlo ze zimního slunce. To umožňuje maximální oslunění v zimě, kdy je teplo žádoucí, a menší oslunění v létě, kdy je třeba se většímu zahřátí vyhnout. Některé zemělodě, zejména ty, které jsou postaveny v chladnějším podnebí, používají na stěně orientované na slunce izolační stínění, aby se snížily tepelné ztráty během noci.
Některé zemělodě mají "zdvojený skleník" – vnější sklo je skloněno k zimnímu obratníku a vnitřní skleněná stěna tvoří při vstupu do pozemské lodi průchod nebo chodbu. Tento skleník slouží především k pěstování potravin; vytváří také bariéru pro "komfortní zónu" uvnitř domu.

### Elektřina ze sluneční a větrné energie

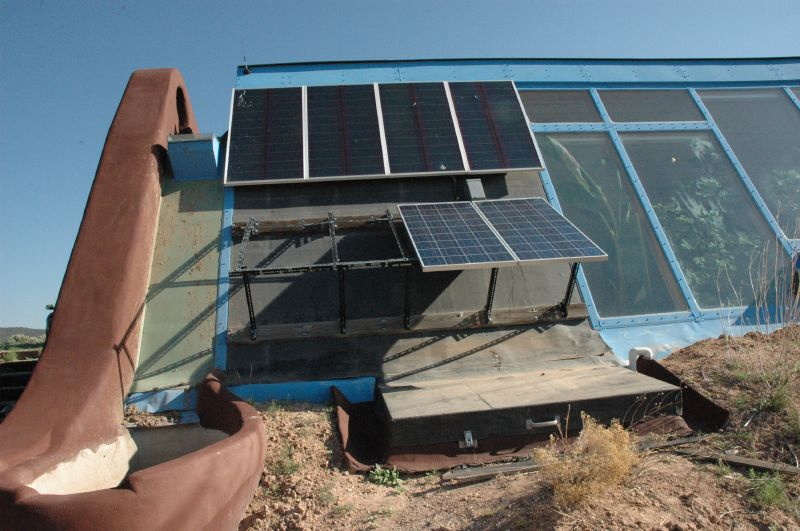
Solární panely na zemělodi

Zemělodě využívají off-grid systémy neboli ostrovní systémy. Ty se nejčastěji používají v odlehlých lokalitách, kde není k dispozici připojení k inženýrským sítím. Mohou však být zavedeny kdekoli. Tyto systémy fungují nezávisle na rozvodné síti a zajišťují veškerou elektřinu pro domácnost. Vyžadují akumulátorovou baterii (pro ukládání solární elektřiny pro použití v noci nebo při oblačnosti), regulátor nabíjení (pro ochranu akumulátorové baterie před přebitím), střídač (pro převod stejnosměrného proudu na střídavý, který využívají domácí spotřebiče) a související elektrická bezpečnostní zařízení. 

Systém zemělodě – zeď z pneumatik naplněných zeminou, velká okna směrem k rovníku a cisterna na vodu

### Sběr vody
Voda putuje ze střechy do cisteren, které jsou ideálně zakopány pod zemí a mohou zároveň sloužit k ochlazování. Cisternu je také možné napojit na vodovod. Pokud by se hladina vody snížila pod jistou úroveň, bude přivedena voda z vodovodu. Pitné vody dosáhneme tak, že ji ze střechy vedeme přes lapače bahna a mimo to ji čistíme pomocí filtrů. Je také dobré pohlídat si efektivní využívání vody – technologie šetřící vodu, kontrola úniku vody u splachování, netěsností vodovodních kohoutků či sprchových hadic.

### Čištění odpadních vod

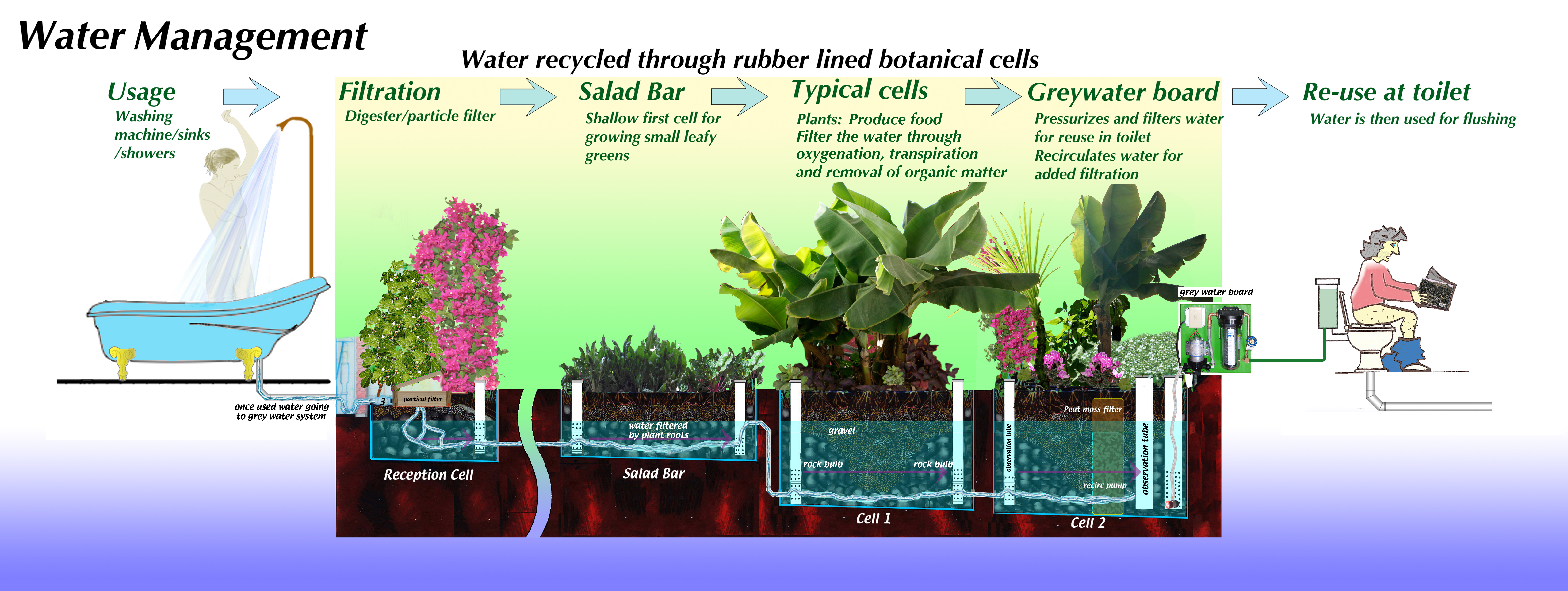
Využití šedé vody v zemělodi

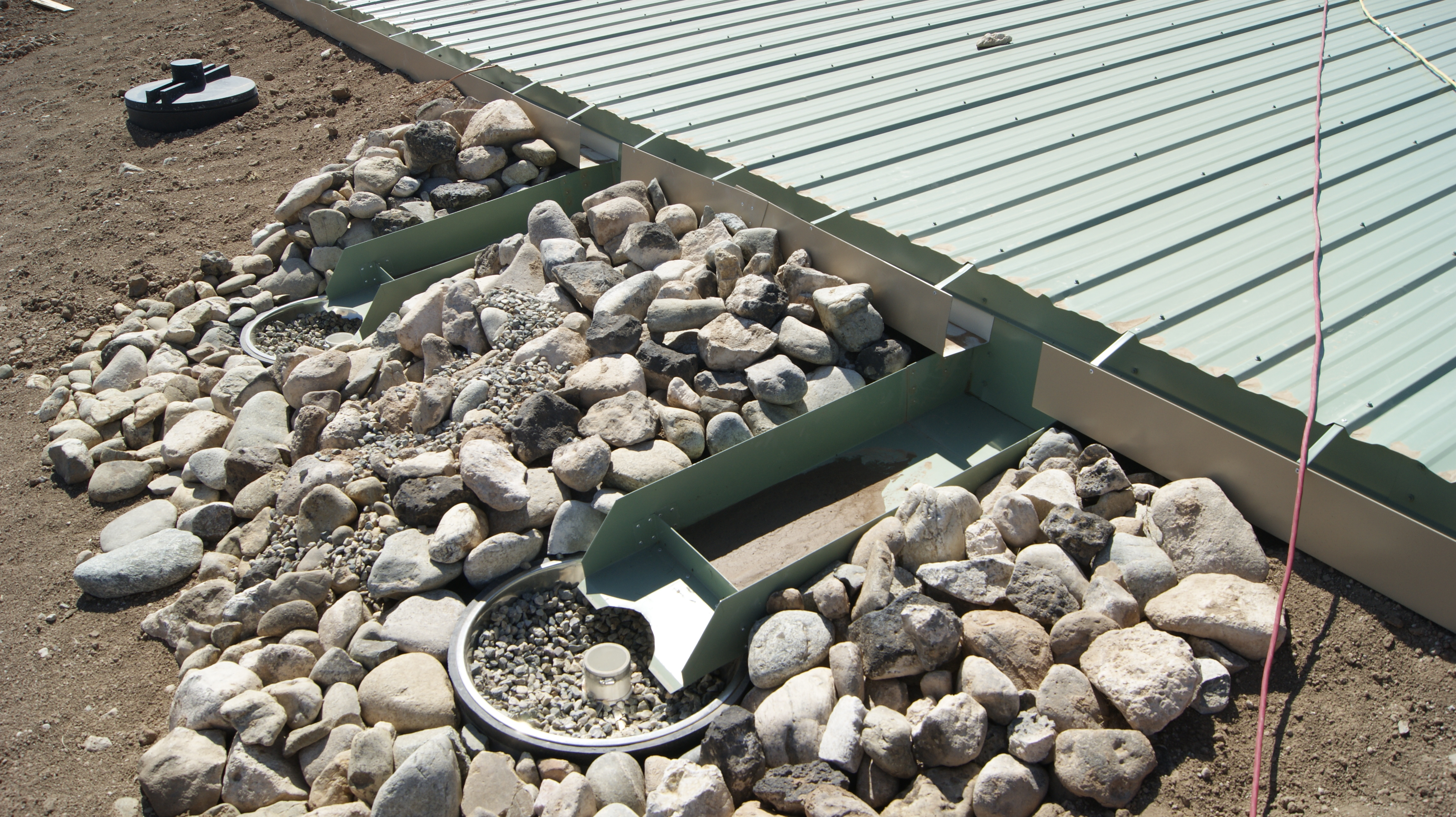
Zachytávání dešťové vody

Zemělodě zpracovávají a čistí šedou vodu. Lze ji využít například při splachování, tím se šetří spotřeba pitné vody z vodovodu. To vede k menšímu zatížení septiků, čističek a úpraven vody, nižší spotřebě chemikálií, které jsou k čištění a úpravě vody používány. Zároveň jsou využity živiny obsažené ve šedé vodě. To znamená úsporu energie a vody, která je přírodním zdrojem. 

### Produkce potravin
Zemělodě by měli být schopné i poskytnout prostor a podmínky pro pěstování rostlin a produkci potravin. V zemělodi Jeničák pěstovali uvnitř rostliny jako Rajčenka (Tamarillo), citronová tráva, banánovník, lipie, migrénovník nebo guave. 

## Zemělodě po celém světě

### Afrika
První zeměloď v Jihoafrické republice postavili Angel a Yvonne Kamp v letech 1996–1998. Na stěny použili celkem 1 500 pneumatik .
Druhou zemělodí v Jihoafrické republice je recyklační centrum v Khayelitsha sloužící k výměnnému obchodu. Centrum bylo dokončeno v prosinci 2010. Další nízkonákladový dům z pneumatik se staví v Bloemfonteinu .
Experimentem inspirovaným zemědomi v Jihoafrické republice je kombinovaný obytný dům a muzeum Sonskip / Aardskip v Oranii , který vychází z modelu globální zemělodě. Základy má z pneumatik, střešní nosné stěny ze zemních pytlů a vnitřní stěny postavené z plechovek a plastových lahví. Tato zeměloď dodržuje všech šest principů Michaele Reynoldse .
V roce 2011 byla zahájena stavba Goderichovy waldorfské školy v Sieře Leone. Škola byla první vzdělávací institucí, která využila architekturu zemnělodí. Ačkoli Michael Reynolds a tým stážistů pomohli dokončit první dvě třídy, většinu budovy postavili členové komunity, kteří byli vyškoleni v Reynoldsových stavebních technikách .

### Austrálie
Zeměloď Ironbank postavili Martin a Zoe Freneyovi jihovýchodně od Adelaide v Jižní Austrálii. Jednalo se o první zemědům s povolením rady v Austrálii .

### Evropa
První dům Earthship v kontinentální Evropě s oficiálním schválením stavebního povolení byl postaven v malé francouzské vesnici Ger. Dům, který vlastnili Kevan a Gillian Trottovi, byl postaven v dubnu 2007 Kevanem, Michaelem Reynoldsem a obyvateli zemělodě z Taosu. Konstrukce byla upravena pro evropské klima a v současné době slouží jako rekreační dům pro ekoturisty .
Další úpravy pro evropské prostředí provedli Daren Howarth a Adrianne Nortje ve francouzské Bretani. V roce 2007 získali úplné stavební povolení a během roku 2009 stavbu dokončili. Zkušenosti a poznatky ze stavby jsou zdokumentovány v britském seriálu Grand Designs a v jejich knize .
Zemělodě byly postaveny nebo se staví v Portugalsku , Španělsku , Německu, Nizozemsku , Francii, Belgii , Velké Británii , Švédsku , Dánsku , Estonsku nebo České republice .
Zemědomy postavené v Evropě musí být upraveny, aby fungovaly správně. U některých se totiž projevily problémy s vyšší vlhkostí a plísněmi .

### Jižní Amerika
První zeměloď v Jižní Americe byla postavena v lednu 2014 ve městě Ushuaia v Argentině v oblasti Tierra del Fuego. Dnes tato stavba funguje jako návštěvnické centrum a příklad soběstačného bydlení .
V březnu 2016 byla postavena škola typu zeměloď v Jaureguiberry v Uruguayi , v květnu 2018 byla postavena další škola typu zeměloď v Mar Chiquita v Argentině .

### Nový Zéland
Dawn a Lance Kirtlanovi postavili zemědům poblíž Ashburtonu v Canterbury. Inspirovali se knihami Michaela Reynoldse, spolupracovali s místním architektem a inženýrem a uvedli, že místní rada projekt velmi podpořila .

## Zemělodě v České republice

### Zeměloď Zeměnka
Zeměloď Zeměnka byla první zemělodí postavenou ve střední Evropě a to spolkem Zeměloď poblíž Sázavy pod vedením Reynoldse. Její stavba trvala v roce 2012 pouze 21 dní. Neslouží k bydlení, ale k vzdělávání lidí ohledně této koncepce stavění. Na stránkách je možné podívat se v přehledné tabulce na teploty uvnitř stavby v jednotlivých dnech.

### Zeměloď Ječinák
Tuto stavbu upravenou pro své potřeby vytvořila pětičlenná rodina a bydlí v ní od roku 2018. Svoje zkušenosti sepsali do eknihy Soběstačné bydlení: 16 kroků než začneš a také na webové stránky. Nachází se blízko hranic Ústeckého a Středočeského kraje obklopena vesničkami Panenský Týnec, Žerotín, Zichovec.

## Zhodnocení funkčnosti zemělodí odborníky
První z výzkumů informuje, že zemělodě mají potenciál se dál rozvíjet. Nejvíc přitažlivá je skutečnost, že je tato stavba udržitelná, má nízké náklady na údržbu a užívání i samotnou stavbu. Zároveň využívá předmětů, které se už většinou znovu využít nedají, a je schopná zásobovat svoje obyvatele jistým množstvím potravin. Mezi nevýhody patří na druhou stranu pracnost stavebního procesu i procesu povolování stavby , nedostatečná vládní podpora a nedostatek informací o tomto typu stavby obecně. Mimo to je potřeba vždy stavbu přizpůsobit konkrétnímu místu a nehodí se do hustě obydlených měst. 
Jiný výzkum zemělodě řadí, co se týče legislativy, provozní energie a dopadu na životní prostředí, až za pasivní a klasické domy. Poukazuje na to, že skleněné lahve a ocelové a hliníkové plechovky jsou zcela recyklovatelné a bylo by pravděpodobně lepší je znovu využít jiným způsobem, než použít jako stavební materiál. Zároveň i enegetická náročnost budovy pasivního domu je nižší energetická náročnost zemělodě. Do toho se ovšem nezohledňuje akumulace tepla u zemělodě, takže by měly být o něco udržitelnější. Co se týče zemělodí bez izolace podlahy, zaujaly by až poslední místo za konvenčním domem .
Výzkum týkající se energetické náročnosti zemělodě zjistil, že komfortních podmínek by mělo být dosaženo po celý rok. Pouze v zimě a večerních hodinách by pravděpodobně bylo potřeba uvnitř lehce přitopit. A zároveň na rozdíl od předchozího výzkumu, spatřuje v recyklaci materiálu na stavbu výhodu .

## Videa o Earthship a o Zemělodi
- FILM – Architekt Odpadu, nejlepší odpověď na otázku: "Co jsou to Earthships, proč vznikly, jaký byl vývoj a jak těžké bylo překonat úředního šimla?"
- ČT2 – Zeměnka, Sázava – dokument Zeměloď pluje